# Maurice Varlet
 (mars 2021).
La mise en forme du texte ne suit pas les recommandations de Wikipédia : il faut le « wikifier ».
Les points d'amélioration suivants sont les cas les plus fréquents :
- Les titres sont pré-formatés par le logiciel. Ils ne sont ni en capitales, ni en gras.
- Le texte ne doit pas être écrit en capitales (les noms de famille non plus), ni en gras, ni en italique, ni en « petit »…
- Le gras n'est utilisé que pour surligner le titre de l'article dans l'introduction, une seule fois.
- L'italique est rarement utilisé : mots en langue étrangère, titres d'œuvres, noms de bateaux, etc.
- Les citations ne sont pas en italique mais en corps de texte normal. Elles sont entourées par des guillemets français : « et ».
- Les listes à puces sont à éviter, des paragraphes rédigés étant largement préférés. Les tableaux sont à réserver à la présentation de données structurées (résultats, etc.).
- Les appels de note de bas de page (petits chiffres en exposant, introduits par l'outil «  Source ») sont à placer entre la fin de phrase et le point final[comme ça].
- Les liens internes (vers d'autres articles de Wikipédia) sont à choisir avec parcimonie. Créez des liens vers des articles approfondissant le sujet. Les termes génériques sans rapport avec le sujet sont à éviter, ainsi que les répétitions de liens vers un même terme.
- Les liens externes sont à placer uniquement dans une section « Liens externes », à la fin de l'article. Ces liens sont à choisir avec parcimonie suivant les règles définies. Si un lien sert de source à l'article, son insertion dans le texte est à faire par les notes de bas de page.
- La présentation des références doit suivre les conventions bibliographiques. Il est recommandé d'utiliser les modèles {{Ouvrage}}, {{Chapitre}}, {{Article}}, {{Lien web}} et/ou {{Bibliographie}}. Le mode d'édition visuel peut mettre en forme automatiquement les références.
- Insérer une infobox (cadre d'informations à droite) n'est pas obligatoire pour parachever la mise en page.

Pour une aide détaillée, merci de consulter Aide:Wikification.
Si vous pensez que ces points ont été résolus, vous pouvez retirer ce bandeau et améliorer la mise en forme d'un autre article.
 (mars 2021).
Si vous disposez d'ouvrages ou d'articles de référence ou si vous connaissez des sites web de qualité traitant du thème abordé ici, merci de compléter l'article en donnant les références utiles à sa vérifiabilité et en les liant à la section « Notes et références ».
Pour les articles homonymes, voir Varlet.
Maurice Varlet, Commandant Narcisse de son nom de guerre, né le 14 septembre 1921 en Belgique est un résistant belge, membre de l'Armée belge des partisans.

## Biographie

### Avant la guerre
Maurice Varlet grandit dans l'entité d'Écaussinnes dans le Hainaut.
Il exerce plusieurs métiers avant d'entrer dans la boxe en 1937. Il s'aligne dans 42 combats professionnels dont 38 victoires.

### Action dans la résistance
De 1941 à 1943, il aide les réfractaires en kidnappant les registres de la population de Naast, en diffusant des journaux clandestins.
En 1943, il entre dans les Partisans armés dans le groupe de Lucien Terrier. Il devient le commandant Narcisse (Maurice Varlet). Dans ce groupe de résistants, on retrouve le capitaine Auguste (Léopold Peremans de Quenast), le commandant Serge (René Patoux), le capitaine Bébert (Fernand Carlier, chef de gare), Maurice Fosse et Raoul Peeters. Considérée comme la « Brigade spéciale », cette équipe se spécialise dans les coups durs.
Voici un aperçu de leurs opérations :
- un gestapiste abattu à Braine-le-Comte ;
- un autre à Rebecq ;
- un troisième à Ecaussinnes ;
- un quatrième qui joue double jeu avec la Gestapo ;
- un cinquième confondu par la tenue d'un journal et jeté dans la citerne du collège de Soignies ;
- une attaque contre des "noirs" cantonnés à l'abattoir de Soignies. Ils sont huit, à qui on confisque les armes et les munitions... les laissant nus.
- le sabotage des voies de chemin de fer ainsi que de la cabine de signalisation de la gare d'Ecaussinnes.

### L'offensive du 2 juin 1944
Le 2 juin 1944 à Marche-lez-Écaussinnes, vers 18h, des gestapistes en civil courent dans une prairie, armes à la main. Ils espèrent débusquer les auteurs d'une émission clandestine en contact avec Londres. Ceux-ci ont été démasqués par la longueur de leur émission donnée sur les mêmes ondes. La Gestapo envahit par erreur la maison d’en face.
Au même moment, le commissaire de police Hector Staquet et René Patoux sont attablés au « Salon de la Concorde » sur la Grand-Place d’Ecaussinnes. Une cycliste arrivant en trombe apprend à René Patoux qu’une voiture allemande s’est arrêtée devant la maison de Paul Corbisier et que des gestapistes ont envahi les champs à la recherche de l'endroit où a eu lieu l'émission.
René enfourche son vélo et file en direction de chez Paul Corbisier. Il passe devant la voiture et poursuit sa route pour aller prévenir un autre membre des partisans armés, le chef de gare Fernand Carlier. Puis, ensuite, le coiffeur Maurice Fosse au Boulevard de la Sennette.
Maurice Varlet et son équipe se trouvent au domicile de Raoul Peeters pour effectuer le paiement de la solde des maquisards, quand le coiffeur Fosse vient signaler qu'une voiture allemande stationne devant la maison de Paul Corbisier, rue Scoulappe. Or, Paul a été arrêté avec ses deux filles quelques jours avant. Ils pensent qu'il s'agit de rexistes venus perquisitionner dans la maison à la recherche de codes et d'armes.
Varlet, Peremans, Carlier et Peeters, groupe de quatre hommes armés se dirige vers la rue Scoulappe, par une prairie en contrebas.
En arrivant sur place, ils constatent que la voiture est toujours là. Ils se dissimulent et voient sortir quatre civils qui encadrent un cinquième. Ils les laissent s'installer dans leur véhicule, mais avant qu'ils aient eu le temps de démarrer, le commandant Narcisse (Maurice Varlet) bondit du talus de la prairie vers l'avant gauche de la voiture. Il veut tirer une rafale de sa mitraillette, mais elle s'enraye. Les trois autres partisans armés ont cerné l'automobile et, à bout portant, tirent 25 coups de revolver sur ses occupants. Un de ceux-ci a eu la présence d'esprit de se laisser glisser sur le plancher de la voiture. C'est le capitaine Jean Pierre Carez, prisonnier des Allemands. Le chauffeur, blessé, réussit à s'enfuit mais Maurice Varlet le prend en chasse.
Les quatre résistants s'empressent de récupérer une serviette et les documents que portent les trois civils. Ils constatent avec stupeur qu'ils viennent d'abattre Murrer, le colonel de la Gestapo de l'avenue Louise et deux officiers de la Feldgendarmerie.
Ils s'enfuient à toute vitesse, car le chauffeur ne tarde pas à alerter les Allemands. Carez rejoint un refuge, à vélo, par des routes de campagne. Quant au quatuor des partisans armés, il se retrouve au café Antonus.
L'histoire de l'attentat fait le tour du village et d'heure en heure, l'inquiétude de la population augmente. À son paroxysme, la plupart des hommes valides s'enfuient, redoutant les représailles. Les policiers communaux, membres de la Résistance feignent d'ignorer la chose, prétendant être occupés sur l'empêchement d'un pillage de train stationné. Arrivés sur place et devant constater l'attentat, une fouille du véhicule et des cadavres est effectuée.
Une femme observe les policiers de sa vitrine de salon de coiffure. Elle vient près d'eux en disant " C'est encore la bande Varlet !". De ce qu'elle vient de dire, ils comprennent qu'il s'agit de Narcisse, un dur parmi les durs des partisans armés. Plus de doute, la situation est grave pour la population.

### Le capitaine Jean Pierre Carez
Le capitaine Jean Pierre Carez, résistant, est incarcéré à la prison de Rhode-Sainte-Genèse où il subit interrogatoires et noyades dans une baignoire. Déçus de ne rien tirer de lui, les Allemands décident de l'emmener à la prison de Mons. Sur le chemin, Jean Pierre Carez leur propose de repasser par sa maison d'Ecaussinnes pour peut être, y trouver des documents pouvant les intéresser. Ils acceptent.
À leur arrivée, ils croisent René Patoux (Commandant Serge) sur son vélo qui fait mine de ne rien voir. Poussé par deux officiers, revolver au poing, Carez entre dans la maison. Il remarque qu'elle a été fouillée, toutes les armoires sont ouvertes. Mais est soulagé de constater que le faux plafond renfermant ses codes et ses armes n'a pas été inspecté.
Il traine pour chercher une possibilité d'évasion. Les officiers s'énervent de ne rien trouver et le ramènent à la voiture.
Il entend crier "Haut les mains" et se planque sur le plancher de l'automobile. Un feu éclate et les officiers s'affalent. Dès que le tir cesse, il s'extrait de la voiture et demande une mitraillette pour tirer à son tour sur les trois hitlériens.

### La réponse des Allemands
La réaction des Allemands est très vive :
Le 3 juin, les Allemands émettent un avis de l'autorité disant " Si dans les 24 heures, les auteurs du crime commis sur la personne de trois militaires allemands ne se sont pas connus, quinze otages arrêtés vendredi seront fusillés. " Cet avis demeure sans suite. Il n'y a pas d'otages fusillés et personne n'a fourni de renseignement.
L'échevin Dumeunier prononce un discours le 21 juillet 1945 " Je fus appelés auprès d'officiers Allemands, une quinzaine d'hommes terriblement excités. Il me fut enjoint de dénoncer les coupables et je répondis que je ne les connaissais pas. Le chef me dit alors qu'il allait faire fusiller cent personnes sur la Grand Place en ma présence. Alors vous parlerez bien, me dit-il, et si vous ne parlez pas, vous y passerez aussi. Le secrétaire communal aussi et le massacre continuera jusqu'à ce que les coupables soient connus. C'est raser la commune et tuer tous ses habitants que nous devrions faire. Il a dit la même chose à trois de mes collègues mais personne n'a parlé. On nous a gardé enfermés."
Le 9 juin à 5h du matin, une cinquantaine de camions amènent 500 soldats Allemands pour encercler la commune.Vers 7h, le bruit se répand que trois personnes ont été abattues dans le village. À 10 h, une quatrième. 200 personnes sont rassemblées sur la place d'Ecaussinnes et 90 d'entre-elles sont emmenées comme otages à la prison de Mons. 19 seront libérées pour diverses raisons et 75 seront acheminées vers l'Allemagne.
Le 29 juin 1944, cinq y trouvent la mort.
Le 15 juin, les Allemands émettent un avis de l'autorité disant " L'autorité allemande fait savoir que les personnes suivantes sont prises en otages : Varlet Marius, Varlet Marie (les parents de Maurice Varlet) et Patoux Maurice. Ces trois personnes sont tenues et au cas où les fils Varlet Maurice et Patoux René ne se sont pas présentés à l'autorité allemande dans les huit jours à partir d'aujourd'hui, les trois otages seront fusillés. Une prime de 350 000F sera octroyée à qui fera arrête Maurice Varlet."
Ces 3 personnes ont été ensuite emprisonnées à Mons et furent libérées par les Américains le 2 septembre 1944.
Après la guerre, Maurice Varlet fonda une famille et nomma son fils "Narcisse" en l'honneur de son nom de guerre,.